# Motorpal
Motorpal – czeskie przedsiębiorstwo zajmujące się produkcją układów wtryskowych do silników wysokoprężnych jest dostawcą OEM na pierwszy montaż do takich firm jak Zetor Tractors, Tatra, MMZ, John Deere, Deutz AG, Cummins, Koel, Alta, Steyr Motors.

## Historia
W roku 1946 w Igławie został założony oddział przedsiębiorstwa państwowego PAL České Budějovice. Na podstawie decyzji Ministerstwa Przemysłu Republiki Czechosłowackiej z dnia 26 lipca 1949 r. zakład uzyskał samodzielność a 1 stycznia 1950 zmieniono nazwę firmy na MOTORPAL JIHLAVA, przedsiębiorstwo krajowe Jihlava. Motorpal miał już trzy zakłady produkcyjne - w Jihlavie, Telču i Havlíčkův Brodzie.
Największą produkcję przedsiębiorstwo notowało przed 1989 rokiem, osiągając 180 000 sztuk układów wtryskowych. W 1992 roku Motorpal zawiązał spółkę joint venture z niemiecką firmą Robert Bosch. 1. 1. 1996 spółka została sprywatyzowana.
W 1998 r. WSW Andoria wdrożenie do produkcji silnik 4CT90 EURO2 z aparaturą Motorpal. W 2006 roku wprowadzone zostały do produkcji rzędowe pompy wtryskowe serii Mi systemu Mercer po uzyskaniu homologacji EURO 3. Dwa  nowe  czujniki  zamontowane w pompie  wtryskowej serii Mi,tj.: czujnik położenia listwy zębatej oraz czujnik prędkości obrotowej wału korbowego silnika,dają wskazania o stopniu obciążenia silnika służące do sterowania zaworem recyrkulacji spalin.
W lipcu 2014 r. w państwowym laboratorium testowym TÜV w Roztokach koło Pragi, 4-cylindrowy wysokoprężny silnik Zetor Z1717 wyposażony w układ wtryskowy Motorpal VERMi (very electrical system Mi), złożony z konwencjonalnych wtryskiwaczy oraz pompy wtryskowej serii Mi z regulatorem elektronicznym uzupełnionym o oddzielną elektroniczną jednostkę sterującą, po pomyślnym zakończeniu kompleksowej procedury testowej zgodnie z dyrektywą UE został homologowany do etapu emisji spalin Stage IV. Silnik ten jako jedyny na świecie spełnia najsurowsze przepisy dotyczące emisji spalin Stage IV dla kategorii terenowej i zastosowań pozadrogowych z wykorzystaniem konwencjonalnego wtrysku mechanicznego i układów oczyszczania spalin DPF i katalizatora SCR.
Silniki dwóch wieloletnich klientów Motorpal: czeskiej firmy Zetor Tractors i Mińskiej Fabryki Silników (MMZ), wyposażone w nowej generacji system wtrysku VERMi z nową elektroniczną jednostką sterującą opracowaną w całości przez firmę Motorpal, otrzymały pozytywną homologację zgodności z najnowszymi limitami emisji Stage V.